# Peter Lack

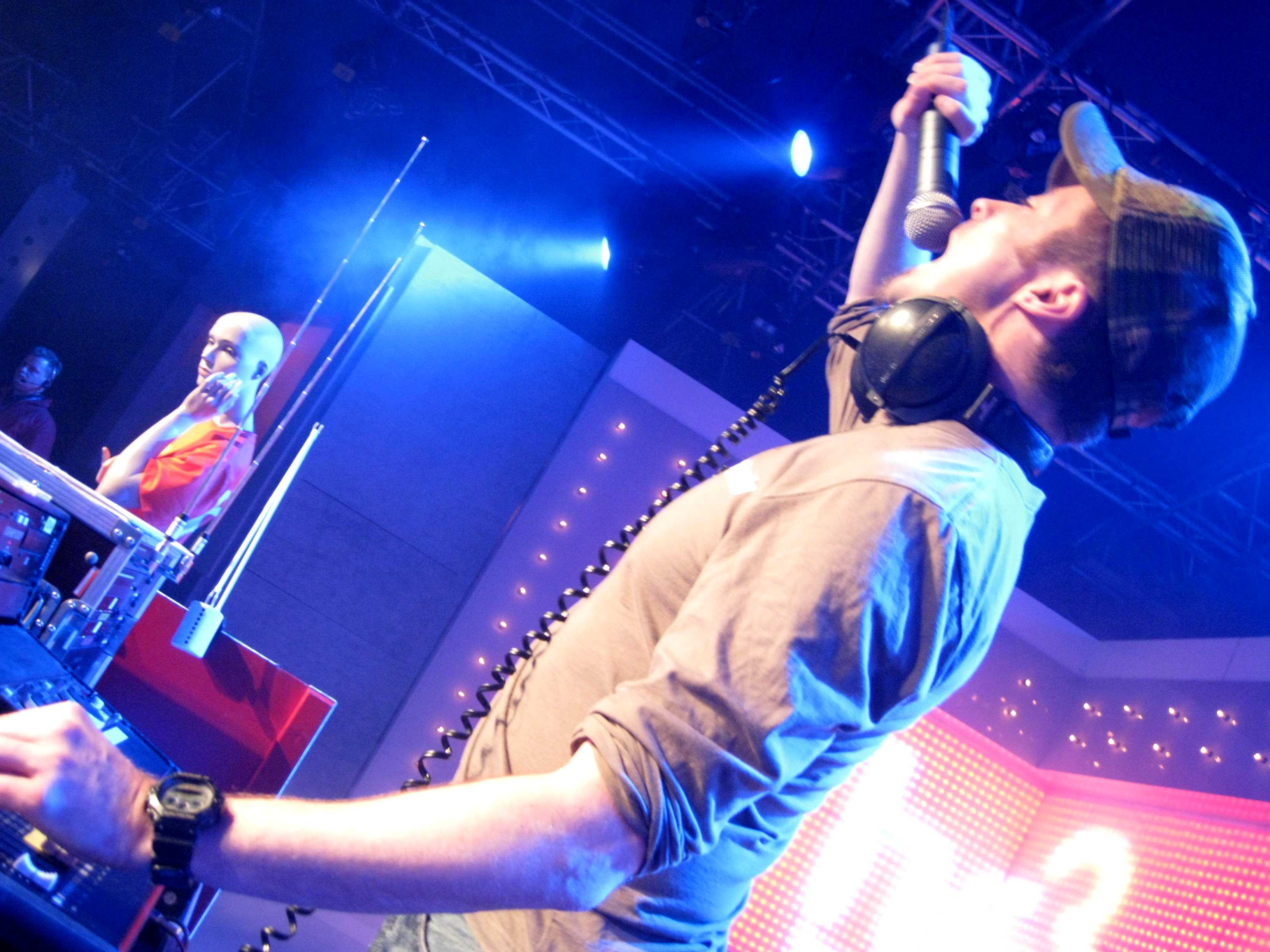
Peter Lack (2010)

Peter Lack  ist ein deutscher Radiomoderator (Hessischer Rundfunk), Musiker und Disc Jockey (DJ). Lack wuchs in Limburg an der Lahn auf und hat als Künstlernamen Lackenegger.

## Leben
Lack studierte nach eigenen Angaben an der Johann Wolfgang Goethe-Universität Frankfurt am Main und der Universität London.

## Wirken
Im Laufe seiner Karriere arbeitete er sich vom Assistenten der Moderatoren Thomas Koschwitz, Olaf Pessler und Heinz Günter Heygen aus der Sendung 0138-6000 auf hr3 zum Kopf der Sendung hoch, nachdem Koschwitz, Pessler und Heygen die Sendung 1993 verlassen hatten. Zunächst moderierte er 0138-6000 zusammen mit Lars Cohrs, der Ende der 1990er Jahre aufhörte und durch Marcus Rudolph von Radio Bremen ersetzt wurde. Nach der Übernahme der Sendung durch Lack und Cohrs wurde aus 0138-6000 eine Mischung aus „Personality-Show“ mit Moderatoren, die sich die ganze Sendung über Wortgefechte lieferten und dabei auch vor ihren Hörern nicht Halt machten. Letztere können sich per Telefon (der Name der Sendung war auch gleichzeitig die Telefonnummer des Studiotelefons) zu Wort melden und neben Sticheleien auch noch Preise wie Reisen oder Autos gewinnen. Im Laufe der Sendung entwickelte Lack sein Alter Ego „Lackenegger“, der angeblich der Bruder des Schauspielers und ehemaligen Gouverneurs von Kalifornien Arnold Schwarzenegger sein sollte. Im September 2013 wurde 0138-6000 durch die Sendung Dein Samstagnachmittag ersetzt.
Am 28. November 1989 startete Lack die Sendereihe „Schnack mit Lack“, die täglich Boulevardnachrichten aus der Welt der Schönen und Reichen umfasst. Die Serie ist inzwischen die längste Hörfunkserie in der Geschichte der ARD.
Im Sommer 2001 wurde Lack zum Comedy-Chef von hr3 ernannt. 2004 und 2005 verhalf er der hr3-Comedy-Serie Der kleine Nils zu unerwarteten CD-Erfolgen. Alle drei Alben des Telefonschrecks erreichen hohe Positionen in den deutschen Album-Charts.

## Musiker
Vor seiner Zeit bei 0138-6000 war Peter Lack im Musikgeschäft tätig. Er war Anfang der 1980er Jahre in verschiedenen Bands zu sehen und zu hören, unter anderem Die Radierer, Korpus Kristi und den 1983 gegründeten Schulsport. Stilistisch gingen diese Bands alle in Richtung Punk und Neue Deutsche Welle, in einigen Musik-Lexika tauchen sowohl Korpus Kristi als auch die Radierer in der Rubrik Underground NDW auf, während die Radierer gerne auch als Limburgs erste Punkband bezeichnet werden.
1986 hatte er mit einem Vertreter einer vollkommen anderen Musikrichtung einen phänomenalen Erfolg: Von Love Spy, gesungen vom gebürtigen Lüneburger Mike Mareen, verkaufte Peter Lack weltweit 6,5 Millionen Exemplare. 2004 wurde dieser in einer Reloaded-Version neu veröffentlicht, konnte hier aber nicht an alte Erfolge anknüpfen. Interpret des Songs war auch 2004 wieder Mike Mareen. Lack selber hatte mit dieser Version nichts mehr zu tun, tauchte aber wie beim Original in den Credits als Mitkomponist auf. 2000 veröffentlichte er zusammen mit seinem Co-Moderator Marcus Rudolph unter dem Pseudonym MTH Tanzfloormeister feat. Lackenegger & Ruudi die Single Paaarty!, deren Erfolg allerdings hinter den Erwartungen zurückblieb.
Darüber hinaus ist Peter Lack als DJ tätig: Ganzjährig legt er jedes Wochenende auf Disco-Partys in und um Hessen auf, und er veröffentlichte im Rahmen seiner Sendung 0138-6000 in unregelmäßigen Abständen CD-Compilations mit dem Titel Clubtraxx, bzw. Club Classics. Die bislang letzte CD erschien 2002.

## Preise und Auszeichnungen
- 2002 erhielt die Sendung 0138-6000 erstmals mit der Silver World Medal in der Kategorie Best Comedy/Humor Personality einen NYF International Radio Programming & Promotion Award
- 2003 folgte die Bronze World Medal in der gleichen Kategorie
- 2005 erhielt die Show das Finalist Certificate.[1]

Seit 2006 ist Peter Lack Juror der NYF Radio Programming & Promotion Awards.
2006 wurde er in die „Radio Hall Of Fame“ und die „Broadcasters Hall Of Fame“ aufgenommen.